# Комплетив
Комплетив — аспектуальное значение глагола, обозначающее достижение финала предельного процесса. В работе Bybee et al. комплетиву дается следующее определение: «сделать что-то основательно, вплоть до завершения».
По классификации В. А. Плунгяна комплетив входит в аспектуальный кластер перфектива. В русском языке комплетив нельзя считать глагольной категорией (в понимании В. А. Плунгяна), поскольку он не является обязательным для выражения при глаголе.

## Семантика
Как видно из определения, в случае употребления комплетива для говорящего важно, что имел место некоторый процесс, который достиг своего логического завершения.
Это определение можно дополнить следующими уточнениями:
- Объект действия полностью затрагивается (уничтожается/поглощается) этим действием (англ. to eat up);
- Объект переходных или субъект непереходных глаголов часто употребляется в формах множественного числа, обозначающих все элементы из множества: он перебрал все камни, все переругались.
- О действии сообщается с некоторым акцентом или, в некоторых случаях, удивлением.

Типичным примером комплетива в русском языке можно считать предложение Я доел этот суп и многие аналогичные ему примеры с использованием приставки -до: Я досмотрел этот фильм, Я дописал программу, etc. Тем не менее, не стоит считать, что случаи употребления комплетива в русском языке исчерпываются примерами этого типа: Я съел, наконец, этот суп тоже будет являться примером комплетива (в то время как в отсутствие выделенного наречия пример Я съел этот суп следует считать, скорее, примером пунктива).
Из требования на наличие некоторого процесса следует, что комплетив как таковой не может маркировать состояние (как в примере Яблоко съедено).

## Употребление
На примере русского языка можно видеть, что комплетив может выражаться как морфологически (например, при помощи приставки -до), так и лексически (я закончил писать письмо).
Типичное средство выражения семантики комплетива — употребление глагола «завершать» или производных от него форм. Также во многих языках нужное значение достигается при помощи производных от глаголов с семантикой «отбрасывать» или «помещать внутрь» (см. примеры внизу). При использовании форм глагола «завершать» семантики полной вовлеченности объекта в действие замечено не было — она более характерна для глаголов «помещать внутрь».
В исследовании Bybee et al. о примерах употребления комплетива сообщается в 34 языках. Чаще всего семантика комплетива выражается кумулятивно (например, с перфектом). Случаи чисто комплетивных показателей чрезвычайно редки.

## Комплетив в языках мира

### Ямайский креольский язык
В ямайском креольском комплетив выражается синтетически при помощи частицы don:
| Jiemz  | no  | riid   | di       | buk    | don   | yet |
| Джеймс | NEG | читать | DEF      | книга  | don   | ещё |
| Джеймс | еще | не     | закончил | читать | книгу |     |

В этом языке частица don может употребляться как препозитивно, так и постпозитивно по отношению к глаголу. В первом случае такое употребление помимо комплетивного позволяет ещё и перфектное прочтение, в то время как во втором — только комплетивное.

### Бенгальский язык
В бенгальском комплетив выражается при помощи частицы fele, следующей за основным глаголом:
| ami | bhat               | puɹe           | fele           | chi-l-am     |
| 1SG | рис                | жечь. PRF.PTCP | COMPL.PRF.PTCP | быть-PST-1SG |
| Я   | случайно/по ошибке | сжег рис       |                |              |

### Японский язык
В японском глагол shimau, 'закончить' может быть использован как вспомогательный комплетив:
| sono | hon-o     | yon-de-shimat-ta     |
| этот | книга-ACC | читать-LNK-COMPL-PST |
| Я    | закончил  | читать эту книгу     |

### Корейский язык
В корейском языке глагол pelita, 'отбросить, разрушить' может использоваться как маркер комплетива:
| kang-mwul-i      | mall-a-peli-ess-ta       |
| река-вода-NOM    | сушить-INF-COMPL-PST-PLN |
| Река (полностью) | засохла                  |

### Севернокитайский язык
Чуть более спорный пример: в севернокитайском языке глагол dào, 'прибывать куда-то, достигать чего-то' преобразовался во вспомогательный глагол со значением успешного завершения некоторого действия:
| ta          | zu-dao             | fangzi       | le  |
| 3SG         | снимать-достигать  | квартира/дом | ASP |
| Ему удалось | снять квартиру/дом |              |     |

### Язык наканай
В языке наканай, принадлежащем западноокеанийскому комплексу языков, для выражения семантики комплетива используется специальная морфема -ti (при этом в данном примере предполагается, что слушатель должен быть удивлен сообщающейся информацией):
| eia        | kora-le          | eia | taulai-ti            |
| 3SG        | забывать-что     | 3SG | выходить.замуж-COMPL |
| Забудь её, | она уже замужем! |     |                      |

### Язык малаялам
В языке малаялам глагол puukuka 'идти' может использоваться как меркер комплетива. Стоит заметить, что в данном случае завершенное действие рассматривается как непреднамеренное:
| Subrɔtɔ | ta-nku  | dekh-i-pɔka-i        |
| Субрата | 3SG-DAT | видеть-CVB-COMPL-CVB |
| Сурбата |         | внезапно увидела её  |

## Связь с другими значениями
Французский лингвист Стефани Фоконье в одной из своих статей замечает, что в ряде языков маркер комплетива используется для обозначения непреднамеренности действия. Например, в примере из бенгальского языка (см. выше) значение «случайно/по ошибке» не вычленяется из лексического состава предложения, а следует из семантики изначально комплетивной частицы.
Фоконье объясняет связь между комплетивом и непреднамеренностью через понятие неожиданности — маркеры комплетива могут быть использованы для того, чтобы показать, что завершение некоторого процесса является неожиданным. В этом случае они могут также выражать непреднамеренность действия, поскольку завершение непреднамеренного действия в общем случае является неожиданным.